# Hoploscopa obliqua
Hoploscopa obliqua is een vlinder uit de familie van de grasmotten (Crambidae), uit de onderfamilie van de Hoploscopinae. De wetenschappelijke naam van deze soort is voor het eerst gepubliceerd in 1915 door Lionel Walter Rothschild.
De voorvleugellengte is 8 tot 9 millimeter.

## Verspreiding
De soort komt voor in Indonesië (Papoea en de Molukken) en Papoea-Nieuw-Guinea tussen 1000 en 1700 meter hoogte.

## Waardplanten
De rupsen leven op Diplazium esculentum.